# Lama Khater
Lama Khater, en árabe: لمى خاطر, (Palestina, 18 de abril de 1976) es una periodista y escritora palestina especializada en la temática de derechos humanos y Oriente Medio. Es madre de cinco hijos, y ha escrito para muchos periódicos y sitios web como Felestin. Khater critica las posiciones políticas de Israel y la Autoridad Nacional Palestina.

## Intentos de Silencio
El servicio de inteligencia de la Autoridad de Ramala arrestó a su esposo muchas veces tratando que dejara el periodismo. El 24 de julio de 2018, Khater fue detenida en Hebrón por el ejército israelí y llevada a la prisión de Ascalón. Fue sentenciada el 10 de junio a trece meses de cárcel y una multa de 1000 euros por incitar actividades hostiles y tener supuestos vínculos con Hamás. El 1 de agosto, su abogado informó que la interrogaban durante diez horas al día.  Otros informes afirman que en sus interrogatorios estuvo atada a una silla durante veinte horas.  El 23 de agosto, su orden de detención fue prorrogada por siete días para un nuevo interrogatorio.